# Исток Дона
Исток Дона — родник в городе Новомосковск Тульской области России. В 2000 году на прилежащей территории был обустроен архитектурный комплекс.

## Местоположение
Архитектурный комплекс «Исток Дона» расположен в Детском парке, напротив ТЦ Восход, который расположен по улице Комсомольская, 6А.

## История
59 лет, с момента основания города Новомосковска, исток Дона не был обустроен, и только в октябре 1989 года начались работы по благоустройству.
Главным объектом комплекса является скульптура «Шат и Дон». Ранее скульптура находилась в глубине парка, и, из-за деревьев, которые мешали обзору, администрация города приняла решение перенести скульптуру и провести благоустройство прилежащей территории.
8 сентября 2000 года, в день 70-летия города, архитектурный комплекс был открыт. Благочинный церквей Новомосковского округа архимандрит Лавр освятил исток. Звучали песни в исполнении казаков, стихи о городе, играл оркестр.
Чуть позади за скульптурой можно увидеть большой камень, на котором имеется надпись «Исток р. Дон».

## Скульптура «Шат и Дон»
Авторы скульптуры — скульптор Михаил Боянович Смирнов и архитектор Геральд Алексеевич Сыромятников.
Она создана по мотиву известной легенды о двух братьях: младшем Шате и старшем Доне.
Скульптура представляет собой двух обнаженных мальчиков на конях. У одного мальчика в руке имеется бронзовый диск, который символизирует Солнце. Они смотрят на него и чуть прикрывают свои лица рукой, чтобы солнце не слепило их.